# Odynerus eburneofasciatus
Odynerus eburneofasciatus är en stekelart som beskrevs av Dusmet 1903. Odynerus eburneofasciatus ingår i släktet lergetingar, och familjen Eumenidae. Utöver nominatformen finns också underarten O. e. bengasinus.